# Travels
Travels – pierwszy koncertowy (czwarty w dyskografii) album grupy Pat Metheny Group, nagrany pomiędzy lipcem a listopadem 1982 r. i wydany w 1983 r. przez wytwórnię ECM. Album zdobył w 1984 r. nagrodę Grammy w kategorii Best Jazz Fusion Performance. Na dwupłytowym wydawnictwie zawarto zapis koncertów grupy w Filadelfii, Dallas, Sacramento i Hartford.

## Lista utworów
CD 1
1. „Are You Going With Me?” (Metheny i Mays) – 9:19
2. „The Fields, the Sky” (Metheny) – 7:46
3. „Goodbye” (Metheny) – 8:16
4. „Phase Dance” (Metheny i Mays) – 8:03
5. „Straight On Red” (Metheny i Mays) – 7:26
6. „Farmer's Trust” (Metheny) – 6:25

CD 2
1. „Extradition” (Metheny) – 5:45
2. „Goin' Ahead ~ As Falls Wichita, So Falls Wichita Falls” (Metheny i Mays) – 16:22
3. „Travels” (Metheny i Mays) – 5:03
4. „Song For Bilbao” (Metheny) – 8:28
5. „San Lorenzo” (Metheny i Mays) – 13:35

## Skład zespołu
- Pat Metheny – gitary
- Lyle Mays – fortepian, syntezatory, organy, harfa
- Steve Rodby – gitary basowe
- Danny Gottlieb – perkusja
- Nana Vasconcelos – wokal, instrumenty perkusyjne, berimbau

## Miejsca na listachBillboardu
| Rok  | Lista           | Miejsce |
| ---- | --------------- | ------- |
| 1983 | Jazz Albums     | 3       |
| 1983 | Pop Albums      | 62      |
| 1983 | Top Jazz Albums | 8       |